# Люсин, Ким
Ким Люси́н (фр. Kim Lucine; род. 16 сентября 1988 года в Анси, Франция) — французский фигурист, представляющий на международной арене княжество Монако в одиночном катании.

## Карьера

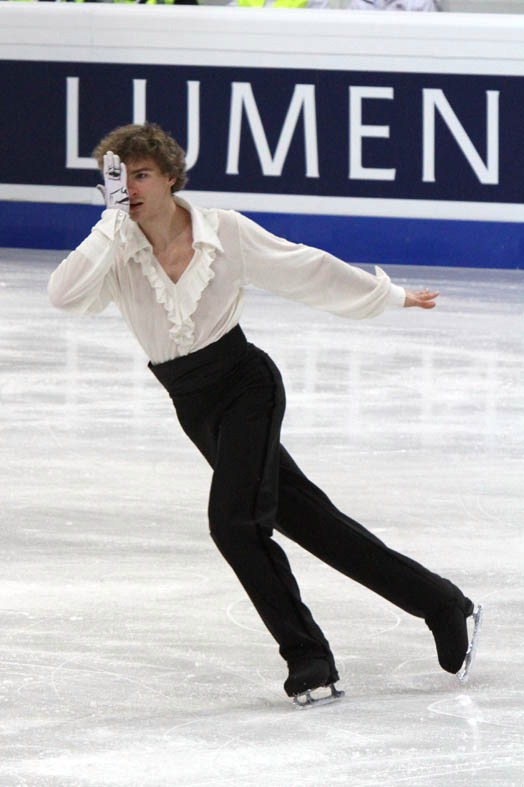
Ким Люсин на чемпионате Европы 2001 года.

Ким Люсин «вращается» в мире фигурного катания с рождения, так как его родители, Клодин и Дидье Люсин, руководят клубом фигурного катания в Анси. Под руководством родителей Ким начал кататься на коньках и продолжает с ними тренироваться на протяжении всей спортивной карьеры.
Изначально Ким представлял Францию. Он три раза подряд становился чемпионом Франции среди «новичков», а в 2007 году стал чемпионом Франции среди юниоров. Кроме того, Люсин трижды представлял страну на чемпионатах мира среди юниоров и самым наивысшим его местом там стало 11-е в 2008. Однако пробиться во взрослую сборную Франции, где в то время была сильная конкуренция (Бриан Жубер, Янник Понсеро, Самуэль Контести, Флоран Амодьо, Албан Преобер), Киму так и не удалось. Ближе всего к цели он был в 2007 году, когда занял 4-е место на национальном чемпионате.
Тогда Ким Люсин принял решение представлять на международной арене Монако. Он был вынужден отбыть двухгодичный «карантин» (согласно правилам ИСУ) и дебютировал под монакским флагом в сезоне 2010/2011. На мемориале Ондрея Непелы Люсин завоевал серебряную медаль. В том же сезоне Ким впервые принял участие в чемпионатах Европы (17-е место, причём в квалификации он был вторым) и мира (23-е место).
В конце 2013 года на турнире в Германии боролся за право выступать на Фигурное катание на зимних Олимпийских играх 2014 — одиночное катание (мужчины), однако у него не хватило везения и спортивного счастья[что?].

## Спортивные достижения

### Результаты за Монако
| Соревнования                 | 2010/2011 | 2011/2012 | 2012/2013 |
| ---------------------------- | --------- | --------- | --------- |
| Чемпионаты мира              | 23        | 23        |           |
| Чемпионаты Европы            | 17        | 13        | 12        |
| Coupe Internationale de Nice | WD        |           |           |
| Мемориал Ондрея Непелы       | 2         | 8         |           |
| Icechallenge                 |           | 6         |           |
| Merano Cup                   | 7         | 3         |           |

### Результаты за Францию

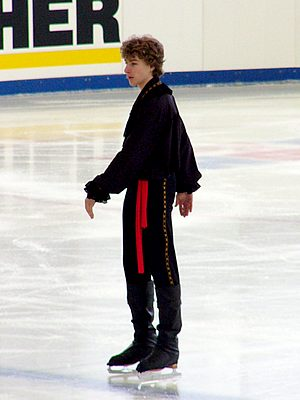
Ким Люсин в 2004 году.

| Соревнования                           | 2002/2003 | 2003/2004 | 2004/2005 | 2005/2006 | 2006/2007 | 2007/2008 |
| -------------------------------------- | --------- | --------- | --------- | --------- | --------- | --------- |
| Чемпионаты мира среди юниоров          |           |           |           | 17        | 12        | 11        |
| Чемпионаты Франции                     |           |           | 13        | 12        | 4         | 6         |
| Чемпионаты Франции среди юниоров       |           |           | 3         |           | 1         | 2         |
| Чемпионаты Франции среди новичков      | 1         | 1         | 1         |           |           |           |
| French Masters                         |           |           | 3J.       | 1J.       | 1J.       | 1J.       |
| Этапы Гран-при среди юниоров, Германия |           |           | 19        |           |           | 6         |
| Этапы Гран-при среди юниоров, Болгария |           |           |           |           |           | 5         |
| Этапы Гран-при среди юниоров, Тайвань  |           |           |           |           | 5         |           |
| Этапы Гран-при среди юниоров, Франция  |           |           | 12        |           | 5         |           |
| Этапы Гран-при среди юниоров, Япония   |           |           |           | 10        |           |           |
| Этапы Гран-при среди юниоров, Канада   |           |           |           | 6         |           |           |
| European Youth Olympic Days            |           |           | 2J.       |           |           |           |
| Copenhagen Trophy                      |           | 4J.       |           |           |           |           |
| Triglav Trophy                         | 3N.       |           |           |           |           |           |

- N = уровень «новички»; J = юниорский уровень